# Wicklow
Wicklow (/ˈwɪkloʊ/ WIK-loh; irlandeză Cill Mhantáin pronunție în irlandeză [ˌciːl̠ʲ ˈwan̪ˠt̪ˠaːnʲ], adică „biserica celui fără dinți”; veche scandinavă Vikingalo) este reședința comitatului Wicklow din Irlanda. Este situat în estul Irlandei, la sud de Dublin. Conform recensământului din 2022 avea o populație de 12.957 de locuitori. Orașul se află la est de ruta M11 dintre Dublin și Wexford. De asemenea, are legături feroviare cu Dublin, Wexford, Arklow și Rosslare Europort. Există și un port comercial pentru importurile de lemn și textile. Râul Vartry este principalul râu care curge prin oraș.

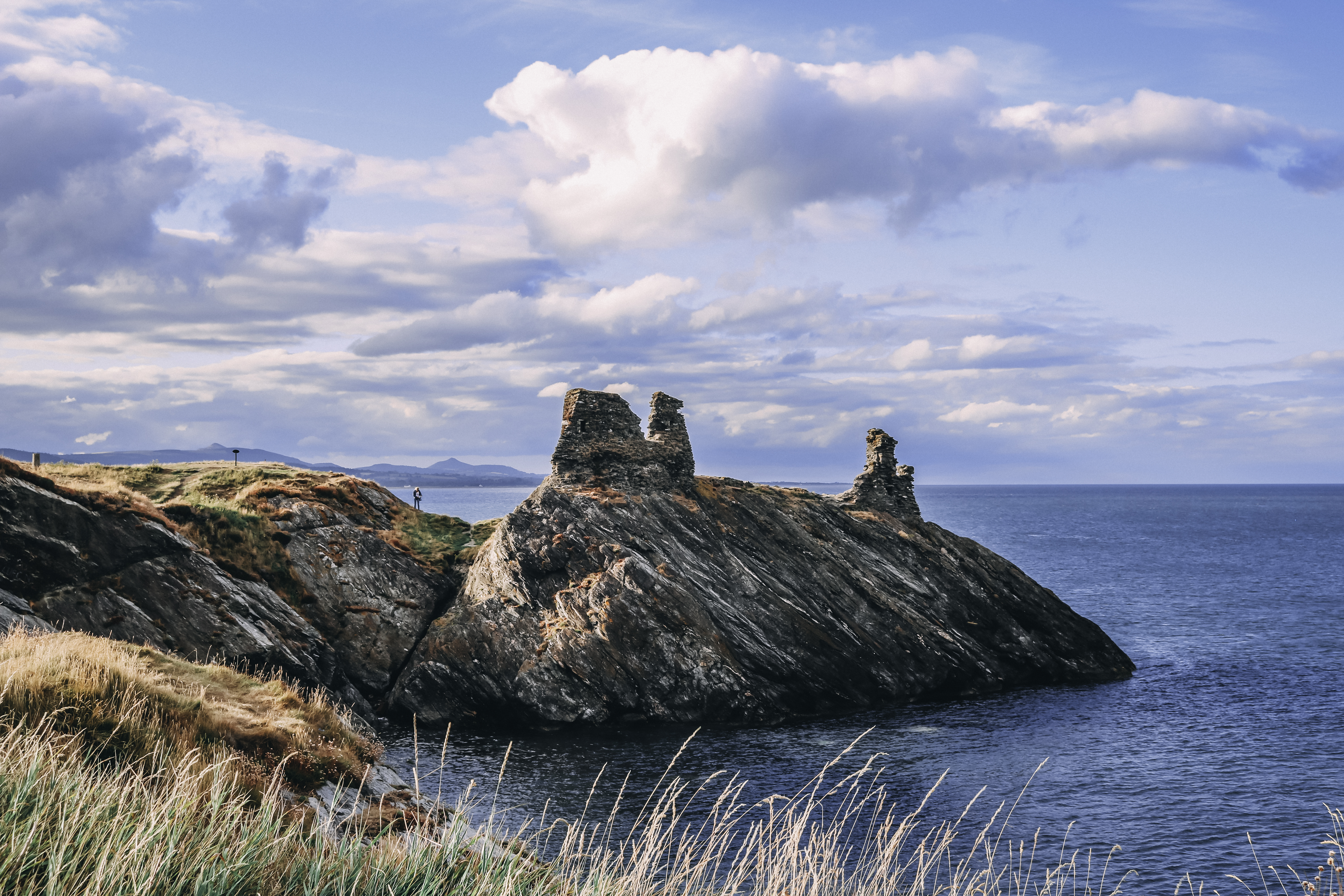
Wicklow - Castelul Negru